# 햅맵 프로젝트
햅맵 프로젝트(International HapMap Project)는 미국, 유럽, 중국 및 일본이 참여한 국제 생명과학 프로젝트로서, 인간의 염색체의 한 가닥을 지도화하는 프로젝트이다. 유전체를 분석하는 데 필요한 단계의 정보를 도출했고, 사이언스에 그 결과가 발표되었다.
본 프로젝트의 목적은 인간 유전체의 하플로타입 지도를 만드는 것으로 인간 유전적 변이의 공통된 패턴을 묘사하는 데 있다. 본 프로젝트의 결과는 건강과 질병, 약물반응, 환경요인에 영향을 미치는 유전적 변이를 찾는데 중요한 자원이 될 것으로 기대되며, 전 세계에 자유롭게 배포된다.
본 프로젝트는 캐나다, 중국, 일본, 나이지리아, 영국, 미국의 학계, 비영리 연구그룹 및 기업의 공동연구로 진행 중이며, 2002년 10월 27일부터 2일간 진행된 회의를 통해 공식적으로 시작되었고 3년이 걸릴 것으로 기대되었다. 두 단계(Phase)로 구성되어 있으며, 첫단계(Phase I)의 결과는 2005년 10월 27일 공개되었고, 2007년 10월 두 번째 단계(Phase II)의 분석 결과가 공개되었다.

## 배경
당뇨, 암, 심장병, 심장마비, 우울증, 천식 등의 일반적인 질병은 멘델의 유전법칙과 관련된 질병들과는 다르게 여러 유전자들과 환경요소가 복합적으로 작용한다. 이들 질병에 관련된 유전적 요인을 찾기 위해서는 각 개인의 유전체 정보가 필요하며, 이들을 직접 비교해야 한다. 그러기 위해서는 전체 유전체 서열결정을 해야하며 이것은 많은 비용을 필요로 한다. 햅맵 프로젝트는 이를 간략하게 진행하고자 한다.
서로 관련없는 두 사람은 약 99.5%의 DNA 서열을 공유하고 있으며, 일부 다른 영역이 존재한다. 어떤 사람은 A이지만 G를 가진 사람도 있으며, 이를 단일염기다형성(SNP, Single Nucleotide Polymorphism)라고 하며, 이들 각각을 대립형질(Allele)이라고 한다. 햅맵 프로젝트는 인류전체중 적어도 1% 이상이 갖고 있는 공통된 SNP에 초점을 맞추고 있다.
인간은 남성 성염색체를 제외하고는 모두 두벌의 염색체를 가진다. 각각의 SNP에 대한 대립형질의 조합을 유전형이라고 한다. 유전형분석은 특정영역에 어떤 유전형이 있는가를 밝히는 것을 의미한다. 본 프로젝트는 269명으로부터 샘플을 취하고 수백만 개의 잘 정의된 SNP를 선택하여 이들의 유전형을 알아내고 결과를 공개한 것이다.
하나의 염색체위에 존재하는 근처의 SNP의 대립형질들은 서로 연관되어 있다. 이것은 만일 어느 한 SNP의 대립형질이 알려져 있다면, 그 근처 SNP의 대립형질을 예측할 수 있다는 의미이다. 이는 각 SNP이 진화역사에서 단일 돌연변이로 나타나고, 더 이전의 돌연변이와 함께 자손에게 전달되기 때문이다. SNP이 서로 멀리 떨어질수록 연관정도가 낮아지는데 이는 각 세대마다 두 염색체간의 대립형질이 섞이는 유전자 재조합때문이다. 하나의 염색체위에 일련의 대립형질들의 순서를 하플로타입이라고 한다.
특정 질병에 관련된 유전요인을 찾기 위해서는 먼저 이전의 유전학연구로부터 유전체상의 관심영역을 정하고, 이 영역에 햅맵 데이터로부터 얻은 tag SNP을 위치시킨다. 이들 SNP은 근처의 다른 SNP들과 매우 잘 연관되어 있으므로 각 개인의 하플로타입을 결정할 수 있다. 이로써, 특정 질병과 특정 하플로타입이 관련되어 있는지 결정할 수 있다.

## 사용된 샘플
보통 하플로타입은 집단간 공유된다. 그리나 이들의 빈도는 다양하게 다르다. 햅맵 프로젝트에는 4개의 집단이 선택되었다.
1. YRI: 나이지리아 이바단의 30명의 성인, 부, 모(trios)
2. CEU: 북유럽, 서유럽계열의 미국 거주인 30명 성인, 부, 모(trios)
3. JPT: 일본 도쿄의 서로 관련없는 44명
4. CHB: 중국 베이징의 서로 관련없는 45명

이들 집단으로부터 밝혀진 하플로타입들은 다른 다양한 집단들을 연구하는 데 유용하게 사용되며, 현재 다양한 집단들이 더 추가되고 있다.
모든 샘플은 공동협약에 의해 적합한 동의하에 수집된다.

## 전략
1단계(Phase I)동안 5,000 염기당 하나, 도합 백만개의 공통 SNP이 유전형분석되었다. 유전형분석은 10개 센터에서 5개의 서로다른 기술을 이용하여 수행되었으며, 반복실험 혹은 관련된 샘플을 주기적으로 확인함으로 질적수준을 유지하였다.
지도를 만들기 위한 충분한 SNP를 얻기위해 컨소시엄은 대규모 재 서열결정 프로젝트를 해야했다. 이를 dbSNP 데이터베이스에 제출하여 결과적으로 2006년 8월 천만개 이상의 SNP 데이터를 확보하였다.
2단계(Phase II)동안, Perlegen Sciences회사에서 2백만개 이상, Affymetrix회사에서 500,000개 이상의 유전형분석을 수행하였다.

## 데이터 접근
본 프로젝트를 통해 생성된 모든 데이터는 SNP 빈도, 유전형, 하플로타입을 포함하며 다운로드가 가능하다. 프로젝트 웹사이트는 유전체 브라우저를 제공하여 관심 정보를 쉽게 찾을 수 있도록 하고 있다. 하플로뷰라는 프로그램을 통하여 별도로 접근할 수도 있다.

## 같이 보기
- 인간 게놈 프로젝트
- 1000 유전체 프로젝트